# Sperrelement
Ein Sperrelement (SpE) wird in einer Einbruchmeldeanlage (EMA) verwendet, um bei scharfgeschalteter EMA das versehentliche Öffnen von Zugängen zum gesicherten Bereich zu verhindern. Es dient daher zur Vermeidung von Falschalarmen. Sperrelemente werden zusätzlich zum vorhandenen Türschloss eingebaut.

## Funktionsweise
Der Einbau erfolgt in der Regel in den Türrahmen. Bei Scharfschaltung der EMA fährt das Sperrelement elektromagnetisch oder elektromotorisch einen Sperrbolzen aus, der in eine Vertiefung im Türblatt greift. Dadurch wird das versehentliche Auslösen eines Alarms bei vergessener Unscharfschaltung vermieden. Der Sperrbolzen hat in der Regel eine Sollbruchstelle und kann mit moderater Gewalt zerstört werden, um das gesicherte Objekt im Notfall trotzdem betreten zu können.